# Murshid Quli Jafar Khan
Murshid Quli Jafar Khan (c. 1665 - 30 de juny de 1727) va ser el primer Nabab de Bengala. De fet, les circumstàncies van fer que el seu govern fos el primer govern independent de Bengala, després de la mort de l'emperador Aurangzeb. Tot i que va seguir reconeixent la supremacia nominal de l'emperador mogol, per a tots els efectes pràctics va ser el governant de facto de Bengala.

## Evolució de la posició del Nabab de Bengala
La decadència i caiguda de l'Imperi Mogol va començar realment just després del regnat de Aurangzeb. El Tron del Paó a Delhi es va convertir en el joc de les cadires pels successors d'Aurangzeb i alimentat per les intrigues de la cort de nombrosos nobles, la tinença del tron entre el 1707 i el 1719 va veure a no menys de vuit emperadors mogols (més que en els anteriors 180 anys), és a dir, Bahadur Shah I, Jahandar Shah, Farrukh Siyar, Rafi ud-Darajat, Rafi ud-Daulah, Neku Siyar, Muhammad Ibrahim fins que, finalment, va arribar una certa estabilitat amb Muhammad Shah de Delhi el 1719.
Aquesta inestabilitat va veure l'ascens de tres nobles destacats: Saadat Ali Khan, Subahdar de Oudh, Murshid Quli Khan, Subahdar d'Orissa i Nazim de Bengala, i Qamar ud-din Khan (també conegut com a Asaf Jah I), Subahdar de Dèccan.
El factor distintiu d'aquests tres nobles era que tots eren generals condecorats d'Aurangzeb amb antiguitat i a diferència dels nous nobles del Fort Vermell, mai havien participat activament en les intrigues de la cort i estaven al costat de l'emperador mogol, per feble que fos l'emperador. En lloc d'això, aquests tres nobles es concentraven en atrinxerar-se en els seus respectius territoris. A poc a poc, mentre que Delhi s'anava tornant feble, Oudh, Hyderabad, Dèccan i Bengala s'anaven fent més forts i pròspers. Aquest va ser el resultat directe a causa de les tensions que hi havia a Delhi a causa dels freqüents canvis d'emperador. Des d'aquell moment, cada emperador mogol es va fer cada vegada més dependent dels tres nobles i els nobles amb intel·ligència i molt de tacte, van obtenir més i més per la seva lleialtat fins al moment en què es van convertir en governants o Nababs dels seus territoris. El cop final es va produir el 1724, quan Nizam ul-Mulk, Asaf Jah I, es va declarar Nizam de Hyderabad.
Mentrestant l'imperi s'anava tornant feble, Murshid Quli Khan va anar consolidant la seva posició. El 1717, va canviar el nom de la seva capital Makhsusabad pel de Murshidabad. El llavors emperador mogol Farrukh Siyar va concedir formalment l'aprovació d'aquest el canvi de nom (simbòlic), aplanant el camí a Murshid Quli Khan per convertir-se en Nabab de Bengala de-facto. No obstant això, ell va seguir a actuant i governant com el virrei del sempre dèbil emperador mogol.

## Primers anys
Hi ha algunes versions dels seus primers anys de vida. Pel que fa a la seva família i la seva paternitat no se sap res del cert. Una versió diu que era net del general Maratha Mohammed Quli Khan (anteriorment Netaji Palkar) amb seva dona iraniana Nusrat Banu, filla de l'emperador mogol Vazir Asad Khan. L'altra versió diu que Haji Shafi de Ispahan, anteriorment oficial d'alt rang mogol, se'l va emporta a l'Iran on el va tractar amb un afecte paternal i li va donar una educació útil. Després de la mort de Haji Shafi, va tornar a l'Índia i amb el nom de Mirza Hadi va entrar al servei de l'emperador mogol com el Dewan i Fawdjdar de Golkonda.
La tercera i més fiable versió és la que diu que va néixer pobre a Dèccan, va ser comprat per Haji Shafi, un mercader d'Ispahan, i va ser convertit a l'islam i va canviar el seu nom pel de Mirza Hadi. Va entrar al servei de Haji Abdullah, Diwan de Berar, i posteriorment a ser traslladat al servei de l'emperador Aurangzeb.

## Ascens al poder
Quan Aurangzeb estava buscant un Diwan honest i eficient per Bengala, la seva elecció va recaure en aquest jove. Va ser traslladat el 1701 a Bengala com Diwan i va ser honrat amb el títol de Kartalab Khan que vol dir el cercador de reptes en persa.
Mirza va ser un home sagaç (estrictament musulmà) i un oficial honest e íntegre. Ja havia ocupat anteriorment el càrrec de Diwan de la Subah d'Orissa. A diversos Mahals pertanyents a Orissa havia efectuat reduccions de les despeses en personal, i s'havia convertit en un home prominent entre els funcionaris imperials. Va mantenir-se sense igual en el seu propòsit de probitat i rectitud. La prestació d'eminents serveis, en períodes de setge i guerra, li van proporcionar una gran estima de l'emperador Aurangzeb. En aquest període, les regnes de l'administració dels assumptes financers i de recaptació d'ingressos, el poder sobre la gravació i recaptació dels impostos, i els pagaments dels desemborsaments del tresor imperial estaven en mans del Diwan de la Subah. El tresor imperial estava en mans del Diwan de la Subah. El Nazim tenia jurisdicció sobre el poder i l'administració d'assumptes politics, com ara la repressió i el càstig dels refractaris i desobedients, i l'eliminació de rebels i tirans. Excepte pel que fa als Jagirs adjunts als Nizamat i els Mansabs personals, el Nazim no tenia poder per intervenir en els ingressos imperials. Tant el Nazim com el Diwan Kar Talab Khan, en ser designats per l'emperador per ser Diwan de la Subah de Bengala, es van traslladar a Jahangir Nagar (antic nom de Dhaka). Després d'esperar al príncep Azim-es-Shan, (el net de l'emperador Aurangzeb), es va dedicar a l'administració dels assumptes fiscals. Un cop les remeses i els desemborsaments de la Tresoreria van estar a càrrec de Kartalab Khan, el control del Príncep sobre els ingressos i despeses va quedar suspès.
Això el va portar pel camí d'un enfrontament directe amb el príncep Azim-us-Shan, el qual va intentar assassinar Kartalab Khan. Aquest va denunciar amb tota humilitat l'assumpte a Aurangzeb. L'emperador va actuar ràpidament enviant a Azim-es-Shan a Patna (que es va rebatejar al nom d'Azimabad) i a Kartalab Khan a Makhsusabad (més tard conegut com a Murshidabad). Aquest fet va tenir lloc el 1703. De vegades aquest fet és referit erròniament com el trasllat de la capital de la Subah de Bengala de Dhaka a Murshidabad. De fet, tot el procés sencer va durar 14 anys (1703-1717). Murshidabad va ser la capital del 1717 fins al 1780.
Gràcies a la seva administració eficient dels impostos i havent provat els seus serveis bons i fidels, Kartalab Khan es va convertir en receptor de més favors imperials. Va ser nomenat adjunt al príncep del Nizamat de la Subah de Bengala i Orissa, a més de l'oficina del Diwan, per l'emperador Aurangzeb. Va rebre el títol de Murshid Quli Khan i un valuós Khalat (peça de ropa) amb un emblema i un tambor. El seu mansab (rang de funcionari) es va veure incrementat.
Durant el regnat d'Aurangzeb i amb posterioritat, l'ascens de Murshid va ser meteòric. Des del Dewan de Hyderabad, Bengala (1700-1708 i 1710-1713), de Bihar i del Deccan (1708-1710), Naib Nazim de Bengala (1713-1717), Subahdar d'Orissa (1714) i Nazim de Bengala (1717). Va traslladar la seva seu de Dhaka a Makhsusabad el 1703, i la va rebatejar com Murshidabad el 1717. L'aleshores emperador mogol Farrukh Siyar li va atorgar formalment la seva aprovació per aquest canvi de nom (simbòlic) i des d'aquell moment Murshid Quli Khan es va convertir en el Nabab de Bengala de-facto. Ho va celebrar obrint una seca a Murshidabad e introduint la moneda Zurbe Murshedabad.

## Govern
Murshid mai no va trencar formalment els seus vincles amb l'emperador mogol i va continuar enviant un tribut anual a Delhi. Tot i que va assentar les bases d'un estat ben gestionat i econòmicament viable, va ser el seu successor qui va trencar els vincles amb Delhi.
Després de 1717, Mushid Quli es va concentrar en resoldre els assumptes d'estat, amb puny de ferro, molt agressivament la majoria de cops i amb una mà forta indeguda sobre els altres. Va prendre la decisió administrativa de separar Midnapore d'Orissa i annexar-la al Subah de Bengala.

### Recaptació d'impostos
En assumptes de recaptació, Murshid Quli va ser absolutament intransigent fins al punt de ser cruel. Els zamindaris hindús van patir especialment sota el seu govern i estaven aterrits pel Nabab i els seus Amils (recaptador d'impostos). La recaptació d'impostos va ser agressiva, tant dels corrents com dels endarreriments, fins al punt d'anul·lar completament l'autoritat dels zamindaris pel que fa a la recaptació i el desemborsament dels impostos de l'imperi, limitant la seva font d'ingressos als beneficis obtinguts de la tinença de Nankars(terres lliures d'impostos atorgades en consideració pels serveis prestats). En conseqüència, s'havia elaborat un nou paper per la recaptació d'impostos (alguns parlen de paper perfecte abans de l'Assentament Permanent de Bengala).

### Reformes agràries i territorials
En assumptes de reformes territorials, els Amils (recaptador d'impostos) sota les seves ordres, van enviar als Shiqdars i Amins a cada poble de les parganas, i aquests van mesurar els conreus i erms, i arrendar de nou als inquilins, parcel·la per parcel·la, i els préstecs agrícoles avançats (Taqavi) als llogaters més pobres, i van estimular els esforços per augmentar la producció de les terres. Així Murshid Quli va influir no només a augmentar els ingressos, sinó també en augmentar les terres.
Es va assegurar que una part dels impostos eren enviats al tresor imperial de Delhi. Fins a l'època d'Aurangzeb la totalitat dels impostos recaptats era enviada a Delhi, però després de 1717 els enviaments es van limitar al tribut anual o nazrana.
La seva administració va ser tan forta i eficaç, que no hi va haver cap incursió estrangera ni disturbis interns i, en conseqüència, la despesa militar va ser pràcticament eliminada.

### Aspecte cruel de l'administració
En aquest assumpte, és important assenyalar que els diferents registres suggereixen el seu dur tracte als hindús extremament rics en general i als zamindaris en particular. Hi ha registres (a Rivaz us-Salatin) de la tortura (possiblement fins a la mort) del Zamindar de Bishnupur per la recaptació d'impostos endarrerits.
El seu Diwan durant un temps, Syed Razi Khan, era especialment conegut per ser un home fanàtic i de mal geni fanàtic (llegiu: Riyaz us-Salatin), i en la recaptació de les quotes era molt estricte, adoptant mesures molt severes en la recaptació d'impostos. Es diu que va preparar un dipòsit ple de brutícia (possiblement excrements humans), i es burla donant-li al dipòsit el nom de Baikunth (en referència a Vaikunta, el nom hindú del paradís / l'equivalent musulmà de Jannat). Solia empentar dins del dipòsits als Zamindari i Amils morosos. Després de torturar-los de diverses maneres, i fer-los patir privacions diverses, solia recaptar en la seva totalitat les quotes endarrerides.
La llegenda també diu que Murshid Quli va enderrocar divuit temples hindús per construir Katra Masjid, la mesquita que més tard seria el seu mausoleu. Murshid Quli va estar al servei de l'emperador Aurangzeb durant un temps i una de les raons del seu tracte sobre els súbdits hindús es podria atribuït a la influència de les polítiques en la seva formació. També es diu que va adoptar un camí més moderat els últims anys del seu govern. Malgrat tot no hi ha registres que suggereixin la seva repressió sobre els pobres, tant hindús com musulmans. També cal destacar que hi havia alguns funcionaris hindús importants dins l'administració de recaptació de Murshid Quli Khan.
És important destacar que la majoria d'aquestes pràctiques, anomenades fanàtiques i dures, van ser immediatament interrompudes per Shuja-ud-Din Muhammad Khan, quan va ascendir al càrrec de Nabab. Shuja era un home pràctic que tenia experiència i visió per adoptar politiques inclusives vers els rics hindús.

### La seva personalitat
Murshid Quli Khan tenia una personalitat molt poderosa i el seu comandament era tan intimidador, que els seus peons eren suficients per mantenir la pau al país i per intimidar els refractaris. La por a la seva personalitat estava tan profundament gravada en els cors de tothom, tant l'alta com la baixa societat, que fins i tot el valor de les persones amb cor de lleó trontollava amb la seva presència. Murshid no va permetre mai l'accés a la seva persona als Zamindaris menors. Els Mutsadis i Amils i els Zamindars principals no es veien amb cor de seure en la seva presència, en canvi es quedaven dempeus gairebé com estàtues. Els Zamindaris hindús tenien prohibit anar amb Palkis (palanquí). Els Mutsadis, en la seva presència, no muntaven a cavall, mentre que els Mansabdars assistien a les seves funcions d'estat amb els seus uniformes militars. En la seva presència no es podia no saludar a un altre; i si alguna cosa que es sortís de l'etiqueta es produïa per part de d'algú, era immediatament censurada. Cada setmana se celebrava a la cort una audiència durant dos dies per escoltar les queixes, en la qual es feia justícia als denunciants. Entre les seves obres de justícia, cal esmentar, que per venjar el dany fet a un altre, obeint a la llei islàmica sagrada, va executar el seu propi fill. En l'administració de justícia, en l'administració dels assumptes polítics del país, i en el manteniment del respecte a causa de l'emperador mogol, no perdonava a ningú. La rectitud de Murshid Quli Khan en l'administració de justícia (amb independència de qualsevol llaç familiar) va ser notable.
En resum Murshid Quli Khan no va ser millor ni pitjor que els altres governants musulmans que van establir els regnes de l'Índia, però sens dubte va millorar la prosperitat material de Bengala, en termes d'ingressos.

## Mort i successió

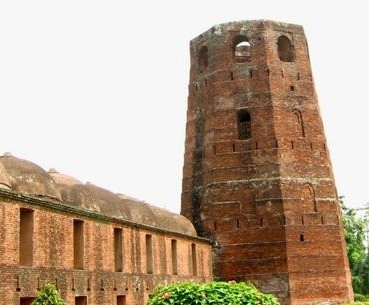
Katra Masjid (mesquita), Murshidabad: Murshid Quli Khan està enterrat sota les escales d'aquesta mesquita

Murshid Quli Khan va morir passat el 1139 AH (juny 30, 1727), (d'acord amb el Riyaz-US-Salatin de Ghulam Hussein Salim). No obstant això, algunes fonts com l'Enciclopèdia Britànica suggereixen que va ser l'any 1726.
En absència d'un hereu directe va designar al seu net Sarfaraz Khan per succeir-lo. És molt probable que Sarfaraz Khan ascendís en Mansab com Nabab Nazim abans d'abdicar en favor del seu pare Shuja-ud-Din Muhammad Khan. En vista de l'ascensió en el Mansab de Sarfaraz, el seu pare Shuja-ud-Din Muhammad Khan, el Diwam Nazim d'Orissa, va marxar al capdavant d'un gran exèrcit cap a Murshidabad. Per evitar un conflicte familiar, Begum, la vídua de Murshid Quli Khan, va intervenir, i el seu gendre Shuja-ud-Din Muhammad Khan va ascendir al Mansab de Bengala.
Cap a la fi de 1727, Shuja-ud-Din Muhammad Khan s'havia consolidat com Nabab de Bengala. Van assentar les bases de la dinastia Nasiri, que es perllongaria durant tretze anys més.

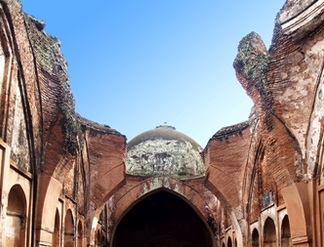
Katra Masjid (mesquita), Murshidabad: La cúpula d'aquesta mesquita va ser destruïda per un llamp i un terratrèmol

## Trivialitats
Seria interessant saber algunes coses en Murshid Quli Khan i la seva època.
1. La Companyia Britànica de les Índies Orientals, com la francesa, holandesa i danesa, tenia un estatus de simple Zamindar o Bania (comerciant) durant el seu govern. Les coses van canviar ràpidament en les següents dues dècades.
2. Murshid Quli Khan va ser un musulmà pietós i es creu que en el seu llit de mort, va lamentar profundament els excessos comesos. En conseqüència el seu últim desig va ser, ser enterrat sota de les escales del mausoleu Katra Masjid que havia construït per a si mateix en 1723. L'esperança era que la pols dels peus dels fidels netegessin el seu pecat i li donessin la pau eterna.
3. Es creu que Murshid Quli va enderrocar divuit temples hindús per construir Katra Masjid, el 1723, la mesquita que més tard es va convertir en el seu mausoleu el 1727. Irònicament la cúpula i una gran part del mausoleu van ser enderrocades per un llamp un anys
 després de la seva mort. La part restant va ser destruïda per un terratrèmol el 1897. L'altra part irònica és que la part utilitzada pels Namaaz roman quasi intacta (a diferència d'altres edificis contemporanis) i es fa servir avui en dia. Actualment és un dels dos mausoleus de Murshidabad "protegits" pel govern indi. L'altre és Khoshbag, el lloc de repòs d'Alivardi Khan i el seu net, Siraj ud-Daulah.
4. Es creu que durant el govern de Murshid Quli, l'arròs es venia a cinc maunds de rupia i que un home que guanyés una rupia al mes podria haver tingut dos àpats complets per a la seva família amb pulao (un exquisit arròs bengalí) i kalia (un exquisit peix de riu).
5. Murshid Quli Khan és també conegut com a Jaffer Khan, Zinda Pee o el sant vivent. Es creu que el colera (comú a Bengala fins fa poc) mai va esclatar a les proximitats d'aquest edifici sagrat gràcies a les seves benediccions.